# Waldemarbrücke
Die Waldemarbrücke ist eine Bogenbrücke im Zuge der Waldemarstraße im Berliner Ortsteil Kreuzberg zwischen dem Legiendamm (westliche Seite) und dem Leuschnerdamm (östlich). Sie wurde 1889–1890 gebaut und überspannte anfangs den Luisenstädtischen Kanal, nach dessen Verfüllung die in dem Kanalbett angelegte Grünanlage. 1995 wurde die Brücke saniert.

## Geschichte
Nach zahlreichen Eingaben, Bitten und Bürgerbefragungen, die bereits um 1850 begannen, beschloss der Magistrat von Berlin 1889 den Bau, der die damalige Buckower Straße (seit 1949 Teil der Waldemarstraße) mit der Waldemarstraße verband. Die Errichtung nach Plänen von Heinrich Liersch und Friedrich Hoese benötigte nur 14 Monate. Am 1. November 1890 wurde das anfangs Buckower Brücke genannte Bauwerk für den Verkehr freigegeben. Im Jahr 1891 wurde es auf Wunsch Kaiser Wilhelms II. nach dem Prinzen Waldemar von Preußen benannt. Als der Kanal Anfang des 20. Jahrhunderts nicht mehr benötigt und 1926–1928 zugeschüttet wurde, ließ die Stadtverwaltung fast alle Brücken abtragen, nur die Waldemarbrücke blieb mangels finanzieller Mittel stehen.
Während der Teilung der Stadt (1946–1990) lag die Waldemarbrücke unmittelbar an der Grenze zwischen dem amerikanischen und sowjetischen Sektor, ab 1961 direkt an der Berliner Mauer. Nach dem Abbau der Mauer in den 1990er Jahren wurde das Bauwerk im Jahr 1995 rekonstruiert und bildet ein Schmuckelement inmitten der Grünanlage auf dem früheren Kanalbett. Sie dient auch weiterhin dem Verkehr.

## Beschreibung
Die Segmentbogen-Brücke ist 18,5 Meter lang und rund 20 Meter breit. Ihre aus Ziegelmauerwerk bestehenden Widerlager wurden mit Natursteinen verblendet. Das Tragwerk besteht aus zweigelenkigen, schmiedeeisernen genieteten Bogenträgern. Die Stützweite zwischen den Kämpfergelenken beträgt 16,5 Meter. Der aufgeständerte Fahrbahnträger war ursprünglich mit Buckelplatten abgedeckt, auf denen Asphaltbeton aufgebracht und das steinerne Straßenpflaster verlegt wurde. Für die Gehwege wurden Granitplatten direkt auf die Eisenkonstruktion gelegt.
Auf den Widerlagern standen ursprünglich auf beiden ehemaligen Ufern Doppelkandelaber. Das schmiedeeiserne Geländer war mit einer Wappenkartusche in der Brückenmitte geschmückt. Die Kandelaber sind nicht mehr vorhanden, die Brüstung wurde gegen eine schmucklose Metall-Staketen-Konstruktion ausgetauscht.